# Георг Вашингтон
Вижте пояснителната страница за други значения на Вашингтон.
„Георг Вашингтон“ е улица в централната част на град София, България.
Започва от булевард „Тодор Александров“ и завършва в Женския пазар на булевард „Стефан Стамболов“, близо до булевард „Сливница“. Наречена е на американския политик Джордж Вашингтон (1732-1799).
На улица „Георг Вашингтон“ са разположени:
- Западна страна
  - Софийска синагога: на ъгъла с улица „Екзарх Йосиф“
  - Административен съд на София-град
  - 13 СОУ Свети Кирил и Методий/5 вечерна гимназия: на ъгъла с улица „Свети Кирил и Методий“
  - Църква „Свети Кирил и Методий“ (№47)
- Източна страна
  - Централни софийски хали: на ъгъла с улица „Екзарх Йосиф“
  - Частен професионален колеж София (№12)

- Галерия
- Софийската синагога
- Административния съд на София-град